# Joe Lynn Turner
Joseph Linquito eller Joe Lynn Turner, född 2 augusti 1951 i Hackensack, New Jersey, USA, är en amerikansk sångare, känd bland annat som medlem i grupperna Fandango, Rainbow och Deep Purple.
Turner gick med i Rainbow i början av 1980-talet och medverkade på albumen Difficult to Cure (1981), Straight Between the Eyes (1982) och Bent Out of Shape (1983). Efter att Rainbow upplöstes samarbetade Turner med Yngwie Malmsteen på studioalbumet Odyssey (1988) och livealbumet Trial by Fire: Live in Leningrad (1989). År 1989 blev han medlem i Deep Purple, där han bidrog till albumet Slaves and Masters (1990) och turnerade med bandet på en världsturné 1991. Förutom sina samarbeten har Turner släppt nio soloalbum under sitt eget namn, med debutalbumet Rescue You (1985) och senast Belly of the Beast (2022). Dessutom har han släppt två album som en del av Hughes Turner Project: HTP (2002) och HTP 2 (2003).
Den 22 augusti 2022 avslöjade Turner öppet sin långvariga kamp mot alopecia. Diagnostiserad vid tre års ålder började Turner bära peruk vid 14 års ålder. Kollegor inom musiken, inklusive Graham Bonnet, har hyllat honom för hans beslut.

## Fandango och genombrottet med Rainbow (1977-1984)
Turner började sin karriär i bandet Fandango i slutet av 70-talet men fick sedermera sitt internationella genombrott när han ersatte Graham Bonnet som sångare i Rainbow 1980.  Vid den tiden hade bandet uppnått betydande framgångar i Europa och Japan men hade ännu inte nått samma nivå av erkännande i USA. Turners ankomst sammanföll med en övergång till ett mer mainstream och poporienterat sound, vilket bidrog till Rainbows ökade framgång på den amerikanska marknaden. Under denna period nådde flera av bandets låtar med Turner som sångare Top 20 på rockradiolistorna under tidigt till mitten av 1980-talet. "Stone Cold" blev Rainbows första Top 40-hit, och den tillhörande musikvideon fick betydande rotation på MTV, vilket ökade bandets synlighet i Amerika. 
Det första albumet med Turner, Difficult to Cure inkorporerade Beethovens nionde symfoni i titelspåret, där klassiska och hårdrocksinfluenser blandades. Albumet producerade Rainbows mest framgångsrika brittiska singel, "I Surrender", som nådde tredje plats på de brittiska listorna. Det markerade också en betydande tillväxt för bandet i USA, där "Jealous Lover" fick stort utrymme på Album-Oriented Rock-radiostationer och nådde plats 13 på Billboards Rock Tracks-lista. Ursprungligen en B-sida till Can’t Happen Here, återutgavs låten senare som titelspår på en amerikansk EP.

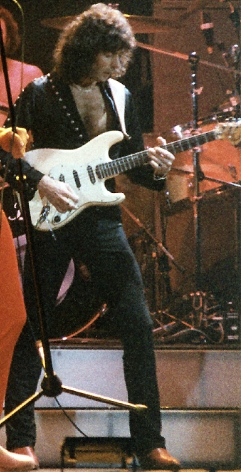
Joe Lynn Turner delade sina perioder i Rainbow och Deep Purple med Ritchie Blackmore, grundaren av båda banden.

Rainbows uppföljande album, Straight Between the Eyes, utvecklade denna AOR-inriktning ytterligare och befäste bandets framgång i USA. Dock alienerade denna förändring i sound vissa långvariga fans som föredrog bandets tidigare material. Balladen "Stone Cold" blev en stor hit på Billboards Rock Tracks-lista och nådde första plats, och dess tillhörande musikvideo fick omfattande spelningar på MTV. Bandets framgångsrika amerikanska turné under denna tid dokumenterades i livealbumet och videon Live Between the Eyes.
Med Bent Out of Shape genomgick Rainbow ytterligare förändringar, inklusive avskedandet av trummisen Bobby Rondinelli, som ersattes av Chuck Burgi. Albumet innehöll hitlåten Street of Dreams, som upprätthöll bandets AOR-framgång. Det fanns kontroverser kring musikvideon till låten, där Ritchie Blackmore hävdade att MTV bannlyste den på grund av dess påstådda hypnos-tema. Kritiker som Dr. Thomas Radecki från National Coalition on Television Violence motsatte sig detta och anklagade MTV för att sända en video med våldsamma och störande bilder.
Bandets sista turné innan upplösningen 1984 inkluderade framträdanden i Storbritannien och Japan. Ett anmärkningsvärt inslag var en konsert i Japan där Rainbow framförde Difficult to Cure med en fullständig orkester. Denna föreställning filmades och släpptes senare på video som Japan Tour ’84.

## Första soloalbumet Rescue You (1985-1987)
1985 släppte Turner sitt första soloalbum, Rescue You, producerat av Roy Thomas Baker, känd för sitt arbete med Queen och The Cars. Han skrev de flesta av låtarna tillsammans med keyboardisten Al Greenwood (från Foreigner). Den första singeln, Endlessly, fick mycket speltid på radio och MTV. Turner turnerade sedan med Night Ranger och Pat Benatar och medverkade även som skådespelare i TV-filmen Blue Deville.

## Yngwie Malmsteen (1988-1989)
Malmsteens tredje album, Trilogy, släpptes 1986 och innehöll sång av Mark Boals samt Malmsteen själv på både gitarr och bas. Boals lämnade dock bandet mitt under turnén och ersattes av Jeff Scott Soto. Turnén avbröts när Malmsteen råkade ut för en allvarlig bilolycka, där hans V12 Jaguar E-Type kraschade in i ett träd. Olyckan resulterade i en veckas koma och nervskador i hans högra hand. Till olyckan tillkom sorgen över att hans mor gick bort i cancer under samma period. Inför sitt nästa album omstrukturerade Malmsteen sitt band och tog in Turner samt studiomusikern Bob Daisley, som bidrog med baspartier och hjälp med texterna.  Den 8 april 1988 släppte Malmsteen sitt fjärde studioalbum, Odyssey, via Polydor Records. Albumet nådde plats 40 på US Billboard 200, där det stannade i arton veckor, vilket gjorde det till Malmsteens högst placerade album på listan fram till 2021. Odyssey nådde även topp 50 i fem andra länder, delvis tack vare framgången med singeln Heaven Tonight, där Turners sångprestation hyllades av Huey.  Under Odyssey-turnén uppträdde Malmsteen i Sovjetunionen, där konserterna spelades in och släpptes 1989 som Trial By Fire: Live in Leningrad. Samma år upplöstes den klassiska Rising Force-uppsättningen när bröderna Anders och Jens Johansson lämnade bandet, medan Turner gick vidare för att bli medlem i Deep Purple.

## Erbjudanden från Bad Company, Foreigner och Deep Purple (1989-1990)

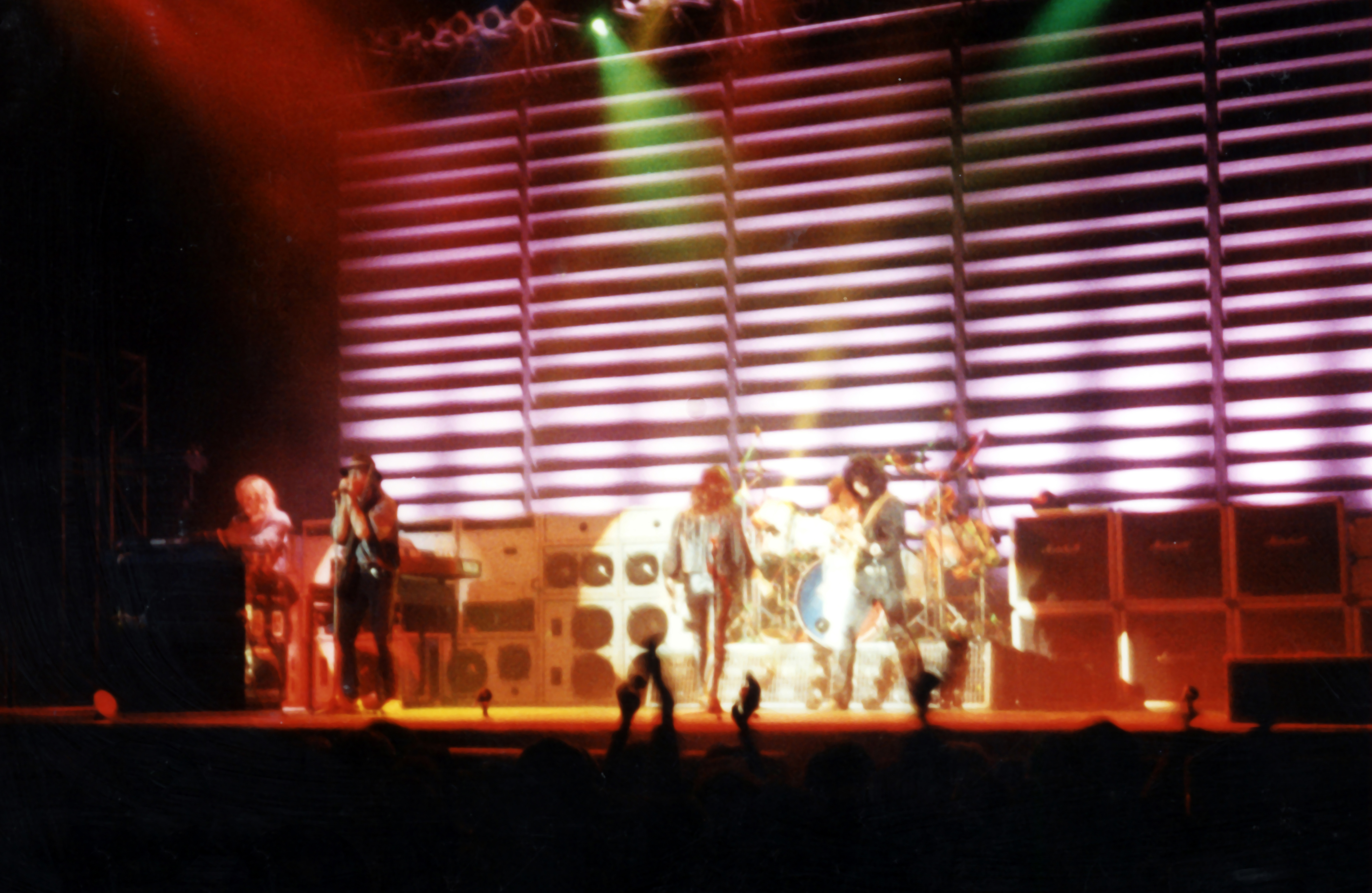
Deep Purple på Le Galaxie i Amnéville, Frankrike, den 12 februari 1991, med Joe Lynn Turner som sångare.

Innan han gick med i Deep Purple övervägde Turner erbjudanden från både Bad Company och Foreigner. Hans chans att provsjunga för Foreigner uppstod efter ett slumpmässigt möte med Mick Jones på China Club i New York, där han imponerade på bandet trots en negativ interaktion med deras manager, Bud Prager. Även om Turner beundrade Paul Rodgers från Bad Company valde han till slut att gå med i Deep Purple efter att ha blivit kontaktad av bandets turnémanager, Colin Hart. Turner anslöt sig till Deep Purple 1989 efter att den långvarige sångaren Ian Gillan fått lämna, vilket markerade slutet på en sex månader lång sökning efter en lämplig ersättare. Turner blev inbjuden att provsjunga av bandets management och reste till en övergiven skidstuga i Vermont där gruppen repeterade. Under den formella auditionen deltog Turner i en längre jam-session som inleddes med en version av Hey Joe, initierad av gitarristen Ritchie Blackmore. Denna prestation visade Turners kompatibilitet med gruppens stil. Därefter började Jon Lord spela en ny melodi som inspirerade Turner att skriva text spontant. Detta samarbete resulterade i skapandet av The Cut Runs Deep, en låt som senare inkluderades på albumet Slaves and Masters från 1990. Nöjda med Turners prestation och kreativa bidrag erbjöd bandet honom officiellt rollen som sångare, vilket inledde hans tid i Deep Purple. Den 13 december 1989 jammade Deep Purple, utan keyboardisten Jon Lord, tillsammans med Turner på Red Fox Inn i Bondville, Vermont.Setlistan inkluderade versioner av Going Down (en cover av Alabama State Troupers), That’ll Be the Day (en cover av The Crickets) och Smoke on the Water. Denna informella jam-session förstärkte ytterligare Turners koppling till bandet och visade hans förmåga att samarbeta med dem live.
Turners tid i Deep Purple kulminerade med inspelningen av Slaves and Masters (1990), bandets trettonde studioalbum och det enda där han var sångare. Albumet, som släpptes den 22 oktober 1990, markerade en avvikelse från Deep Purples klassiska hårdrockssound och innehöll istället en mer melodisk och polerad stil, liknande Turners tidigare arbete med Rainbow. Producerat av Roger Glover och inspelat i tre olika amerikanska studior – Greg Rike Productions i Florida, Sountec Studios i Connecticut och Power Station i New York – blandade albumet stilar som delade både fans och kritiker. Turner var medförfattare till alla låtar på Slaves and Masters, i samarbete med Ritchie Blackmore, Roger Glover, Jon Lord och Ian Paice. Noterbara låtar inkluderar singlarna King of Dreams, en midtempo-låt med livliga texter och starka vokala hookar, och Love Conquers All, en ballad som visar Turners melodiska talang. Båda låtarna stöddes av musikvideor, med King of Dreams regisserad av James Foley och Love Conquers All regisserad av Storm Thorgerson. Albumet innehöll också Fire in the Basement, en snabb hårdrockslåt med energiska framträdanden från Blackmore och Paice, samt The Cut Runs Deep, en låt som sticker ut med sina lager av keyboards och vokalharmonier. Andra höjdpunkter inkluderar Too Much Is Not Enough, den första Deep Purple-låten som medförfattades av externa bidragsgivare Bob Held och Al Greenwood. Ursprungligen avsedd för Turners outgivna soloalbum, tillför låten en ny dynamik till albumet med sin lättare poprock-kant. Ytterligare låtar som Breakfast in Bed, Fortuneteller och Wicked Ways fortsatte albumets blandning av AOR och hårdrocksinfluenser, medan Truth Hurts gav en reflekterande, långsammare stund i albumets progression. Inspelningarna för Slaves and Masters resulterade också i låten Slow Down Sister, som inkluderades som bonusspår i senare återutgåvor. Blackmore har senare nämnt Slaves and Masters som sitt favoritalbum från Deep Purples återföreningsperiod 1984–1993, medan Turner fortsätter att framhäva det som en höjdpunkt i sin karriär.

## Slaves and Masters Tour 1991 och inspelningssessioner för The Battle Rages On (1991-1992)
Turnén för Slaves and Masters inleddes den 4 februari 1991 i Ostrava, Tjeckien och omfattade flera länder, inklusive flera i Europa, Skandinavien, USA, Japan, Thailand, Singapore, Brasilien och Israel, och avslutades den 29 september 1991. Den första delen av turnén täckte Europa och Storbritannien, med sju spelningar i Storbritannien mellan 10 och 17 mars 1991, med Vixen som förband. Efter en kort paus fortsatte Deep Purple turnén i USA, följt av konserter i Japan, Thailand och Singapore. Bandet spelade därefter i Sydamerika, inklusive i Brasilien, innan de återvände till Europa för en sista etapp, inklusive sin sista spelning i Israel. Totalt spelade bandet drygt femtio konserter med denna uppsättning, och inspelningar från fyrtiosex av dessa framträdanden cirkulerar bland samlare.
Med Turner som ny sångare ändrade bandet sitt liveset—något som deras tidigare sångare Ian Gillan hade motsatt sig. Det nya setet inleddes med Burn och inkluderade sex låtar från Slaves and Masters-albumet, såsom King of Dreams, The Cut Runs Deep och Love Conquers All. Flera klassiska Deep Purple-låtar fanns fortfarande med, såsom Black Night, Perfect Strangers, Highway Star, Smoke on the Water och Lazy. Turnén innehöll också några mindre kända låtar och omarbetade versioner av äldre låtar. Liveframträdandena kombinerade både nytt och klassiskt material, med Turner som ibland framförde covers som Hey Joe, Stand By Me, A Whiter Shade of Pale, Tutti Frutti och Yesterday. Setlistan varierades, och bandet experimenterade med mer sällsynta låtar som Wicked Ways, som spelades tidigt under turnén, och Space Truckin’, som endast framfördes under den sista konserten. Dessutom togs King of Dreams bort från huvudsetet under den amerikanska delen av turnén men återkom som ett extranummer i Japan.
Bandets tillvägagångssätt för setlistan påverkades av Turners input och bandets omfattande katalog. Jon Lord noterade att bandet lät Turner granska hela deras katalog och välja låtar att inkludera. Ritchie Blackmore uppgav dock att han hade sista ordet om setlistan, och några av Turners mer ambitiösa förslag, såsom låtar från Rainbow, avslogs av trummisen Ian Paice, som vägrade spela dem. Turnén innehöll också distinkta musikaliska arrangemang, som ett bassolo som ledde in i Fire in the Basement och ett keyboardsolo under Difficult to Cure. Dessa ögonblick betonade bandets musikaliska mångsidighet och var insprängda med minnesvärda versioner av deras klassiska låtar, inklusive Knocking at Your Back Door och Woman from Tokyo, som förstärktes av trumsolon. Anmärkningsvärt är att under konserten i Stockholm den 1 mars 1991 spelades inte Smoke on the Water, vilket var enda gången i bandets historia sedan låtens utgivning som den utelämnades från setlistan. Turners tid med bandet blev dock kortvarig. I slutet av 1992, under inspelningssessionerna för det som senare skulle bli albumet The Battle Rages On, informerades Turner om att Ian Gillan återinsattes som sångare för att fira Deep Purples 25-årsjubileum.

## CPR, The Joe Lynn Turner Band och solokarriären (1992-1999)
Efter sin avgång från Deep Purple i augusti 1992 blev Turner inbjuden att gå med i CPR, ett projekt lett av den tidigare Alice Cooper-gitarristen Al Pitrelli. Bandet, som hade släppt sitt självbetitlade album det året, inkluderade flera framstående gästmusiker, inklusive Steve Morse. Turners engagemang i CPR var en kort del av hans post-Deep Purple-karriär. 1993 fokuserade Turner på sitt eget liveprojekt, och bildade The Joe Lynn Turner Band. Ursprungligen uppträdde bandet främst på USAs östkust, inklusive spelningar nära Ritchie Blackmores hemstad. Bandets lineup bestod av Pitrelli och trummisen John O’Reilly från CPR, Greg Smith (tidigare i Alice Cooper) på bas, och Gary Corbett, den tidigare Kiss-keyboardisten som hade medskrivit Cyndi Laupers hit “She Bop” 1984. Pitrelli, som hade varit en del av Turners tidigare soloprojekt Jolt i slutet av 1980-talet, var medlem i bandet vid denna tidpunkt. I slutet av 1993 lämnade Pitrelli för att gå med i Dee Sniders Widowmaker, och ersattes av Karl Cochran, som även spelade bas i Ace Frehleys soloband. När bandets turnéexpansion började ta sig bortom östkusten och inkludera mellanvästern, bytte de namn till Joe Lynn Turner All Star Band. 1994 fångade flera medlemmar Ritchie Blackmores uppmärksamhet, som var i processen att återbilda Rainbow. O’Reilly var den första att lämna för att gå med i Blackmores nya lineup, och Smith följde snart efter.
1995 släppte Turner albumet Nothing’s Changed, ett album som kom vid en tid av betydande förändringar i musikindustrin. Efter sitt arbete med Deep Purple och Yngwie Malmsteen använde Turner sin omfattande erfarenhet för att skapa ett album som balanserade hårdrock med mer introspektiva stunder. Inspelningsprocessen beskrevs av Turner i albumets konvolut som att den skedde i "warp speed”. Albumet mottogs väl för sin blandning av rock, melodiska ögonblick och personliga texter, med bidrag från gitarristen Al Pitrelli. Albumet Hurry Up and Wait, som släpptes 1998, innehöll låten Too Much Is Not Enough, skriven av Joe Lynn Turner, Bob Held och Al Greenwood. Låten hade tidigare släppts i samband med Deep Purples album Slaves and Masters och är en av de få tillfällen då bandet krediterade externa låtskrivare. Detta album bidrog ytterligare till att etablera Turners identitet som soloartist och kombinerade hårdrock med souliga ballader.

## Projekt med Glenn Hughes och första livealbumet som soloartist (2000-2008)

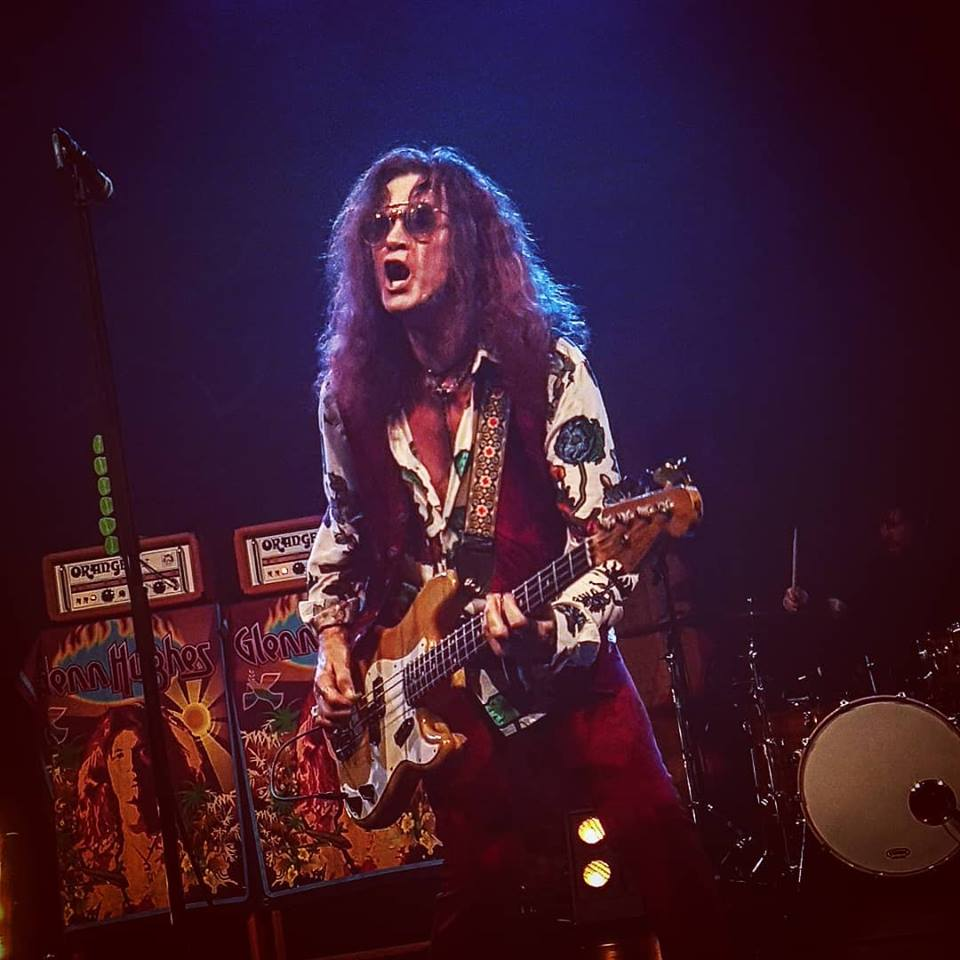
Glenn Hughes har precis som Turner en bakgrund som medlem i Deep Purple. Flera klassiska Deep Purple-låtar finns med på HTP:s livealbum.

År 2000 släppte Turner Holy Man, ett album som innehöll ett samarbete med bluesgitarristen Joe Bonamassa, vilket gav hans hårdrocksstil en bluesig dimension. Holy Man inkluderade även bidrag från Akira Kajiyama, som senare skulle arbeta med Turner på Hughes Turner Project. Redan året därpå släppte han SLAM, ett album som markerade en ny fas i hans karriär, med en tyngre och mer modern rockproduktion. Albumet utforskade teman som personlig konflikt och transformation, vilket speglade de utmaningar Turner mötte både i sitt yrkesliv och privatliv under denna period. Glenn Hughes och Joe Lynn Turner hade ursprungligen planerat att släppa ett album tillsammans redan 1989. De träffades och skrev några demos, men inget av dessa material släpptes. År 2000 turnerade Hughes i Japan tillsammans med Turner, följt av gemensamma framträdanden under Voices of Classic Rock-turnén 2001. Under denna tid beslutade de att börja arbeta på ett nytt samarbete. Hughes Turner Project släppte sitt första album i februari 2002, som helt enkelt kallades HTP. Albumet innehöll Hughes’ vanliga gitarrist JJ Marsh, som bidrog med mycket av låtskrivandet. Dessutom medverkade trummisen Shane Gaalaas och keyboardisten Vince DiCola, samt gästgitarrister som John Sykes, Paul Gilbert och Akira Kajiyama. HTP blandade hard rock- och AOR-ljud som både Hughes och Turner var kända för, samtidigt som en liten funk-kant lades till genom Hughes’ basgångar, vilket exempelvis märktes i låtar som Sister Midnight och Better Man.
Duon gav sig ut på en japansk turné tillsammans med inhemska musiker som Akira Kajiyama, Toshio Egawa och Yoshihiro Kudo. Deras setlistor bestod både av låtar från HTP-albumet och klassiker från deras tidigare band, inklusive Deep Purple, Rainbow och Black Sabbath. Deras spelningar på Shibuya Club Quattro i Tokyo spelades in och släpptes som ett livealbum, Live In Tokyo, i augusti 2002. Hughes Turner Project fortsatte sin turné genom Ryssland och Europa, denna gång med gitarristen JJ Marsh, keyboardisten Joakim Svalberg och trummisen Tomas Broman. Efter turnéns slut tog bandet en kort paus, under vilken Hughes släppte Songs In The Key Of Rock och Turner släppte sitt självbetitlade album JLT. Öppningsspåret In Cold Blood har ett samspel mellan gitarr och orgel, vilket påminner om hans tid i Deep Purple. Med bidrag från musiker som Al Pitrelli och Chris Caffery balanserar albumet mellan midtempo-melodier och tyngre inslag. I april 2003 återförenades Hughes och Turner för att börja arbeta på en uppföljare till sitt första album. De återvände till samma musiker som tidigare, med gitarristen JJ Marsh, trummisen Shane Gaalaas och keyboardisten Ed Roth, som hade arbetat med Hughes på flera av hans soloalbum. Bland specialgästerna fanns Steve Vai, Jeff Kollman och Red Hot Chili Peppers trummis Chad Smith. Smith, Kollman och Roth skulle senare bilda Chad Smith’s Bombastic Meatbats, ett instrumentalt 70-tals funk/fusion-projekt. Uppföljaren, som helt enkelt kallades HTP 2, släpptes i september 2003 och var stilistiskt lik sitt föregångare. 
I början av 2004 drog Hughes Turner Project ut på turné igen, först i Japan och sedan vidare till Ryssland och Europa. Denna gång var de åter med samma musiker som på den första HTP-turnén, förutom på den europeiska delen där keyboardisten Kjell Haraldsson ersatte Joakim Svalberg. Efter turnéns slut beslutade duon att sätta Hughes Turner Project på en obestämd paus för att kunna fokusera på sina respektive solokarriärer.
The Usual Suspects (2005) markerade ytterligare ett viktigt tillskott i Turners solokatalog. Med polerad produktion och hans signatur sångstil tilltalade albumet både fans av klassisk och modern rock. 2006 framförde han en specialshow med Rainbow-låtar tillsammans med New Japan Philharmonic på Metropolitan Art Space i Tokyo. Senare samma år släppte han Sunstorm (2006), ett projekt lett av Turner tillsammans med basisten Dennis Ward från Pink Cream 69. Soloalbumet Second Hand Life (2007) innehöll känslomässigt laddade låtar som Your Love Is Life och Blood Red Sky, som utforskade djupa personliga teman. Albumet fortsatte Turners utforskning av introspektiv rock, samtidigt som det bibehöll hans karakteristiska melodiska känsla. Second Hand Life markerade en mer sårbar sida av Turner och gav fansen en intim inblick i hans privatliv och kamper. Turner deltog också i Voices of Classic Rock-turnéerna och ledde Classic Rock Cares-välgörenhetsturnén med AC/DC’s Brian Johnson 2007. Under Second Hand Life-turnén spelade Turner in sitt första livealbum, Live in Germany, som släpptes den 10 oktober 2008 av Frontiers Records. Albumet fångar en spelning på United Forces of Rock Festival den 30 september 2007 på Rock Fabrik i Ludwigsburg, Tyskland. Setlistan är främst baserad på Turners tid med Rainbow, där tio av de fjorton spåren kommer från den eran, vilket säkerställer en stark representation av Rainbows arv. Två låtar från Second Hand Life, Your Love Is Life och Blood Red Sky, finns med. Setet avslutas med Deep Purple-klassikerna Burn (från albumet Burn) och Highway Star (från albumet Machine Head).

## Over the Rainbow, Rated X och Sunstorm  (2008-2021)
Under år 2008 bildades bandet Over the Rainbow, där Joe Lynn Turner återförenades med tidigare medlemmar från Rainbow: Bobby Rondinelli (trummor), Tony Carey (keyboard) och Greg Smith (bas). För att ge projektet legitimitet deltog också Jürgen Blackmore, son till Ritchie Blackmore, på gitarr. Bandet spelade låtar från hela Rainbows katalog och turnerade i Europa och Ryssland mellan 2009 och 2010. På grund av hälsoskäl lämnade Tony Carey bandet och ersattes av Paul Morris, tidigare keyboardist i Rainbow. Bandet gick i dvala 2011, då medlemmarna fokuserade på andra projekt. Efter Over the Rainbow-turnén fortsatte Joe Lynn Turner, Paul Morris och Greg Smith att spela kortvarigt tillsammans i Joe Lynn Turners soloband på den amerikanska östkusten, vilket ytterligare befäste Turners roll som en förvaltare av Rainbows musikaliska arv.
Turner var fortsatt aktiv med Sunstorm, ett AOR-projekt som han påbörjade 2006. Under denna period släppte han tre framgångsrika album: House of Dreams (2009), Emotional Fire (2012) och senare Edge of Tomorrow (2016). Dessa album präglades av melodiös hårdrock och nostalgiska teman, vilket gjorde dem populära bland fans av genren.
År 2014 bildade Turner supergruppen Rated X tillsammans med musiker som Carmine Appice (Vanilla Fudge, Blue Murder) och Tony Franklin (The Firm). Gruppen släppte sitt självbetitlade debutalbum samma år, vilket kombinerade tyngre hårdrock med klassiska influenser. Albumet fick positiva recensioner och lyfte fram Turners kraftfulla sångröst i en mer modern kontext.
År 2015 deltog Turner i The Voices of Rainbow-turnéer tillsammans med tidigare medlemmar från Rainbow. Året därpå släpptes livealbumet Street of Dreams - Boston 1985, som dokumenterade en konsert från Turners tid med Rainbow. Som sångare för supergruppen Sunstorm under Frontiers Music släppte han flera album och medverkade i projekt inom den melodiska rockscenen. År 2018 drabbades Turner av en hjärtinfakt men återhämtade sig och återgick till sina musikaliska aktiviteter. Under denna period arbetade han också med nytt material, bland annat ett planerat soloalbum som skulle kombinera klassiska och moderna influenser. Under pandemin 2020-2022 engagerade han sig i virtuella framträdanden och intervjuer samtidigt som han fortsatte att skapa musik.

## Samarbete med Peter Tägtgren och Belly of the Beast (2022-nutid)
År 2021 bidrog Turner med låtar till Michael Schenker Group-albumet Immortal. År 2022 släppte Turner Belly of the Beast. Albumet utforskade tyngre musikaliska territorier än Turners tidigare verk, delvis tack vare hans samarbete med den svenska musikern Peter Tägtgren från Hypocrisy och Pain. Titelspåret, Belly of the Beast, innehåller industriella trummor och tunga gitarriff, vilket markerar ett avsteg från Turners klassiska rockstil. Albumet tar även upp teman som ilska, personliga konflikter och samhällsproblem, och reflekterar hur COVID-19-pandemin påverkat Turners perspektiv och musik.

## Privatliv

### Hälsa
Den 22 augusti 2022 avslöjade Turner att han drabbades av Alopecia areata vid ung ålder. Han fick diagnosen vid tre års ålder och började använda peruk vid 14 års ålder. Detta val markerade en betydande vändpunkt både i hans privata liv och karriär, och sammanföll med utgivningen av hans soloalbum Belly of the Beast. Turner tackade sin fru, sin familj och sina fans för deras stöd. Turner uppgav att han under sin karriär utsatts för retande och hån på grund av sin peruk. Hans beslut att offentligt tala om sin alopecia har blivit brett hyllat och har startat viktiga samtal om äkthet inom underhållningsindustrin. Medmusiker, inklusive Graham Bonnet, har berömt honom för hans beslut.

### Familj
Den 26 september 2023 välkomnade Turner och hans fru Maya sin son Matteo.

## Diskografi
Solo
- 1985 – Rescue You
- 1995 – Nothing's Changed
- 1998 – Hurry Up and Wait
- 2000 – Holy Man
- 2001 – Slam
- 2003 – JLT
- 2005 – The Usual Suspects
- 2007 – Second Hand Life
- 2008 – Live in Germany (Live)
- 2022 – Belly Of The Beast

Med Rainbow
- 1981 – Difficult To Cure
- 1982 – Straight Between The Eyes
- 1983 – Bent Out Of Shape
- 1984 – Finyl Vinyl (Live)

Med Yngwie Malmsteen
- 1988 – Odyssey
- 1989 – Trial By Fire: Live in Leningrad (Live)

Med Deep Purple
- 1990 – Slaves & Masters

Med Hughes Turner Project
- 2002 – HTP
- 2002 – Live In Tokyo
- 2003 – HTP 2

Med Sunstorm
- 2006 – Sunstorm
- 2009 – House of Dreams
- 2012 – Emotional Fire
- 2016 – Edge of Tomorrow
- 2018 – The Road to Hell
- 2021 – Afterlife
- 2022 – Brothers in Arms
- 2022 – Still Roaring (Live)